# Valmala (Spanyolország)
Valmala egy község Spanyolországban, Burgos tartományban. Valmala Villasur de Herreros, Rábanos, Pradoluengo, Santa Cruz del Valle Urbión és Pineda de la Sierra községekkel határos. Lakosainak száma 26 fő (2024).

## Népesség
A település népessége az utóbbi években az alábbiak szerint változott:
| Lakosok száma | 31   | 34   | 36   | 32   | 33   | 30   | 29   | 28   | 24   | 26   |
|               | 2001 | 2004 | 2006 | 2009 | 2011 | 2014 | 2016 | 2019 | 2021 | 2024 |